# 마조레호
마조레호(이탈리아어: Lago Maggiore) 또는 베르바노호(이탈리아어: Lago Verbano)는 이탈리아 북부 피에몬테주, 롬바르디아주, 스위스 남부 티치노주 사이에 걸쳐 있는 호수로 면적은 212,5km2, 최대 길이는 64.37km, 최대 너비는 10km, 최대 수심은 372m, 평균 수심은 177.4m, 저수량은 37km3, 수면 높이는 193m이다. 마조레호는 이탈리아어로 "큰 호수"를 뜻한다.
알프스의 남쪽에 위치한 큰 호수이다. 마조레 호수는 이탈리아에서 두 번째로 큰 호수이자, 남부 스위스에서 가장 큰 호수이다. 호수와 해안선은 이탈리아 피에몬테 지역과 롬바르디아 지역으로 나뉜다. 그리고 스위스 티치노주 오르타 호수와 루가노 호수 중간에 위치한 마조레 호수는 로카르노와 아로나 사이에 약 65km 뻗어 있다.
기후는 여름과 겨울 모두 온화하며 지중해 식생을 생산하며, 많은 정원에서 희귀하고 이국적인 식물이 자란다. 잘 알려진 정원으로는 보로미안 및 브리사고 제도, 베르바니아의 빌라 타란토, 스트레사 위의 알피니아 식물원이 있다.
마조레 호수는 포강의 주요 지류인 티치노강에 의해 배수된다. 그 유역은 또한 여러 개의 큰 호수, 특히 루가노 호수(트레사강을 통해), 오르타 호수(토체강을 통해) 및 바레세 호수 (바르델로강을 통해)의 물을 수집한다.

## 역사

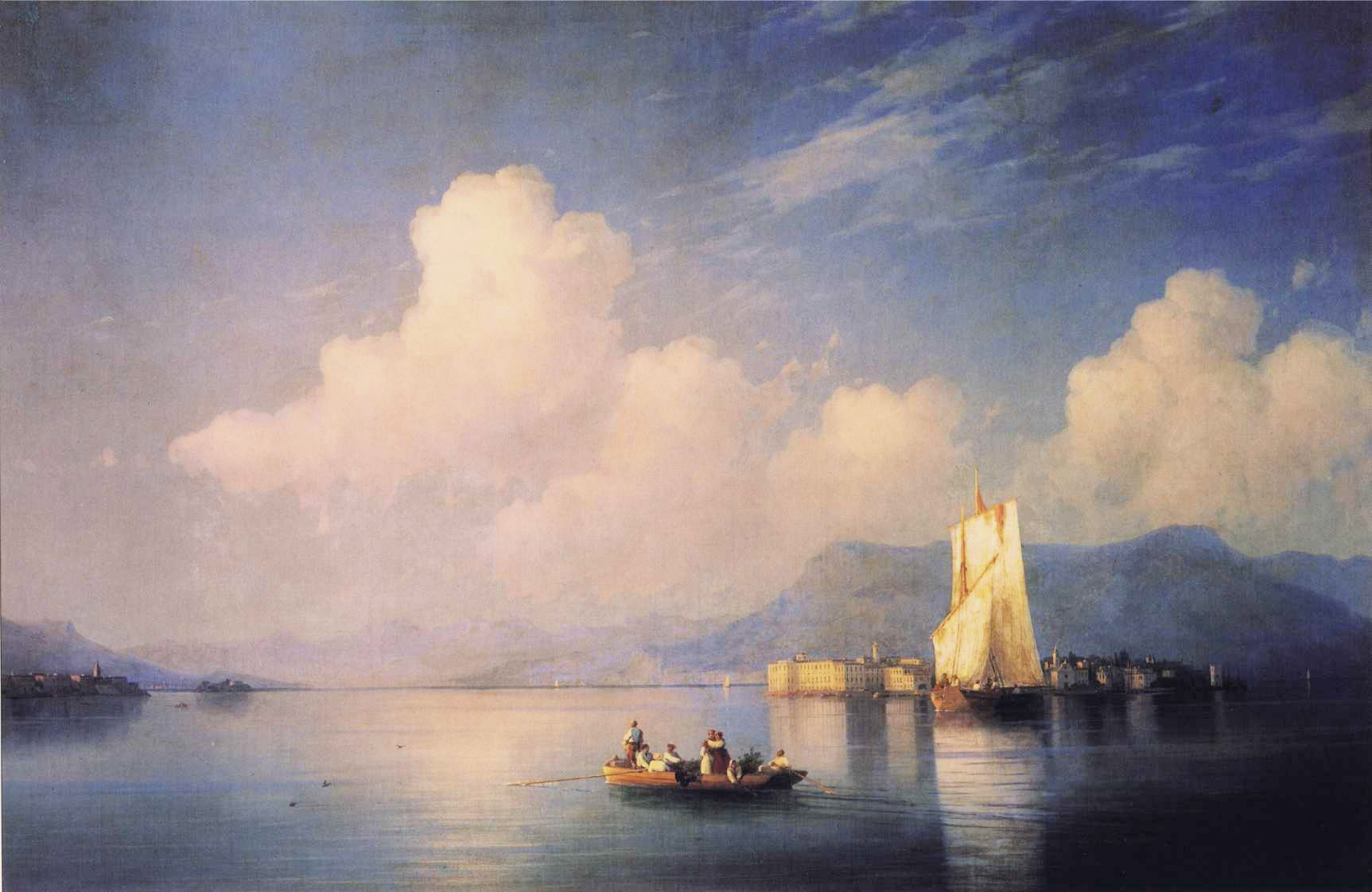
마조레 호수의 저녁 by 이반 아이바좁스키, 1858

호수 주변의 첫 번째 고고학적 발견은 선사 시대 유형의 지역에 살았던 유목민에 속한다. 발견된 최초의 정착지는 동기 시대부터 시작된다. 이 지역은 나중에 리구리아족의 통제하에 있었고 나중에 켈트족으로 대체되었다. 후자는 차례로 호수를 베르바누스 라쿠스(Verbanus Lacus) 또는 라쿠스 막시무스(Lacus Maximus)라고 불렀던 로마인에 의해 정복되었다.
서로마 제국이 멸망한 후 호수는 다른 영역에 속하게 되었다. 현재 정착지의 대부분은 호수가 델라 토레, 비스콘티, 보로메오 및 합스부르크 가문 아래 있었던 중세 시대에 시작되었다.
메탄은 1776년과 1778년 사이에 알레산드로 볼타가 마조레 호수의 습지 가스를 분석하면서 처음 발견하고 분리했다.
1936년, 1925년에 제작된 부가티 Type 22 브레시아 로드스터가 취리히 건축가 마르코 쉬무클레르스키의 직원에 의해 호수에 가라앉았다. 스위스 세관 공무원이 그가 자동차에 세금을 납부했는지 여부를 조사했을 때였다. 부가티는 조사가 끝나면 복구할 수 있도록 철 사슬에 연결되어 있었지만, 그런 일은 일어나지 않았다. 체인이 부식되자 차는 호수 바닥으로 가라앉았고, 1967년 8월 18일 지역 다이버 우고 필론에 의해 재발견되었으며, 이후 다이버들이 가장 좋아하는 표적이 되었다. 다이버 중 한 명인 다미아노 타마그니가 2008년 2월 1일에 붙잡혀 사망했을 때, 아스코나의 그의 친구들은 다이버즈 클럽은 희생자의 이름을 딴 재단을 설립하기 위한 기금을 마련하기 위해 사고 차량을 들어올려 팔기로 결정했다. 부가티의 잔해는 2009년 7월 12일에 회수되었다. 판매는 2010년 1월 23일 파리에서 열린 레트로 모바일 클래식 자동차 전시회에서 이루어졌다. 이 제품은 €260,500에 판매되었다.
2021년 5월 호수 근처에서 케이블카가 무너져 14명이 사망했다.

## 지리

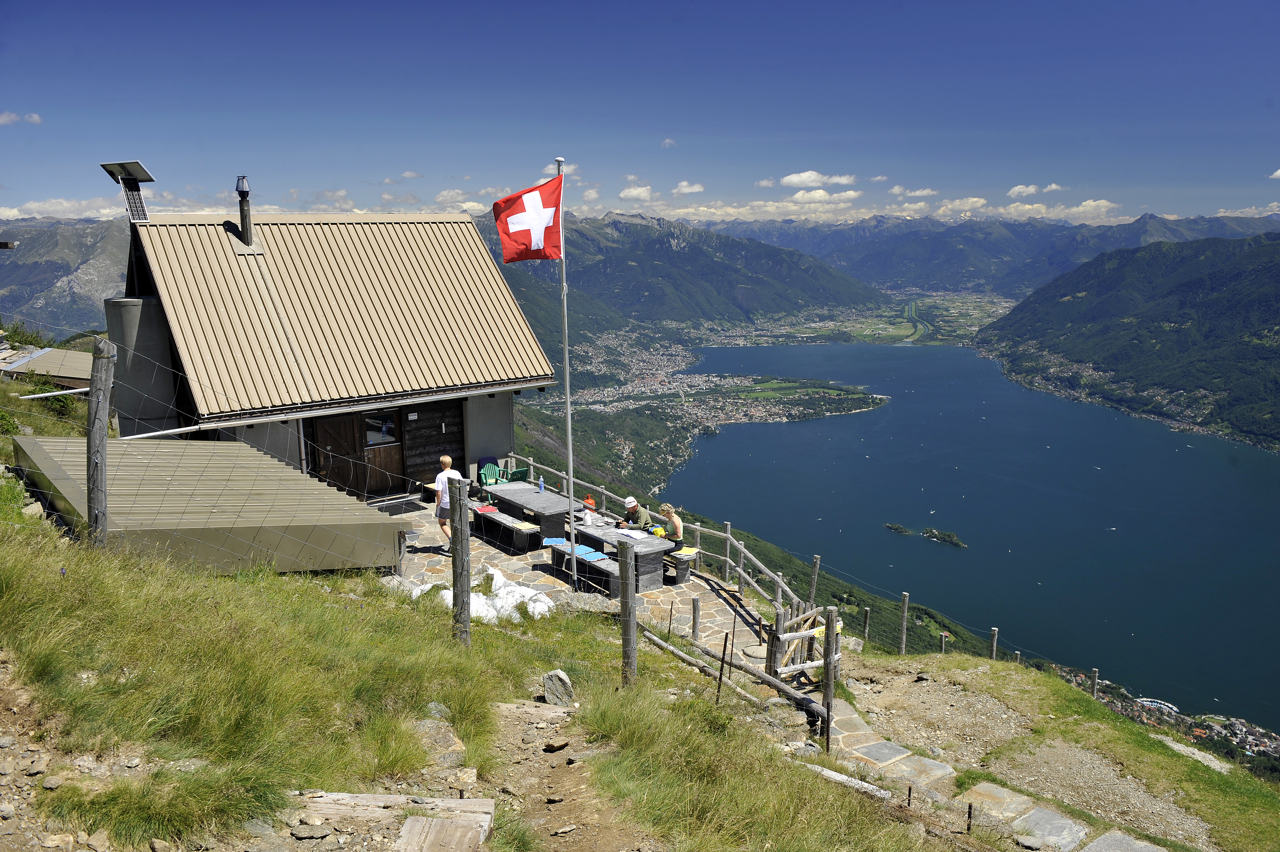
호수의 상류, 브리사가 제도와 마지아 삼각주

마조레 호수의 길이는 64.37km, 너비는 3~5km이다. 단, 팔란자와 트레사 사이에서 서쪽으로 열리는 만은 너비가 10km이다. 가르다 호수의 면적이 더 넓지만, 이탈리아에서 가장 긴 호수이다. 해수면 위의 평균 높이는 193m이다. 깊은 호수, 그 바닥은 거의 모든 해수면 아래에 있다. 가장 깊은 곳은 179m 이하이다. 그 형태는 표면의 상당한 부분을 한 눈에 볼 수 있는 지점이 거의 없을 정도로 매우 구불구불하다. 이렇게 겉으로 보는 크기의 영향이 줄어들면 풍경의 다양성이 증가한다. 상단이 완전히 솟아오른 반면, 성격상, 중간 지역은 더 완만한 형태의 언덕 사이에 있고, 하단부는 롬바르디아 평원의 가장자리로 뻗어있다. 마조레 호수는 남쪽에 있는 세 개의 큰 고산 호수 중 가장 서쪽에 있으며, 다른 호수는 코모 호수와 가르다 호수이다.
호수 유역은 지각-빙기 기원을 갖고 있으며, 그 부피는 37k㎥이다. 호수의 표면적은 약 213k㎡이고, 최대 길이는 54km(직선)이며, 가장 넓은 곳은 12km이다. 주요 지류는 티치노강, 마지아강 (매우 큰 삼각주 형성), 토체강 (오르타 호수의 유출을 수신) 및 트레사강 (루가노 호수의 유일한 출구)이다. 베르자스카, 지오나강 및 칸노비노강도 호수로 흘러든다. 그 출구는 티치노강이며, 차례로 파비아의 남동쪽에 있는 포강과 합류한다.
호수의 들쭉날쭉한 제방은 페나인 알프스와 레폰틴 알프스, 루가노 프레알프스로 둘러싸여 있다. 호수 주변의 눈에 띄는 봉우리는 그리도네, 몬테 타마로, 몬테 누도 및 모타로네가 있다. 마조레 호수가 내려다보이는 가장 높은 산은 서쪽으로 약 50km 떨어진 곳에 위치한 몬테로사(4,634m)이다. 서쪽 제방은 피에몬테주(노바라도와 베르바노-쿠지오-오솔라 주)에 있고, 동쪽은 롬바르디아주 (바레세주)에 있다. 반면 가장 북쪽 부분은 티치노주까지 13km 연장되어 있으며, 이곳은 스위스와 마찬가지로 해수면 위의 가장 낮은 지점을 구성한다. 호수 배수 분지의 정점은 해발 4,618m에 있는 몬테로사의 그렌츠기펠(Grenzgipfel) 정상이다.

### 기후
마조레 호수 날씨는 습한 아열대 기후이다 (쾨펜 기후 구분의 Cfa). 겨울 동안 호수는 주변 지역의 더 높은 온도를 유지하는 데 도움이 된다(물은 공기보다 열에너지를 더 천천히 방출하기 때문에). 여름에는 물 표면에 불어오는 바람에 의해 온도가 낮아지고 색이 변한다. 이 지역은 1년에 거의 2300 시간의 일조량과 15.5°C의 평균 연간 기온을 누리고 있다. 호수의 물은 7월과 8월에 20°C~22°C의 쾌적한 온도를 유지한다. 겨울 강설량은 불규칙하며 주로 높은 고도에 영향을 미친다. 강우량은 5월에 가장 많고 겨울에 가장 적다.

### 식생
식물상은 전형적으로 지중해성 식물의 증식을 가능하게 한 호수 유역의 영향을 크게 받았으며, 토양의 구성과 풍부한 규산질 암석에 의해 선호되는 대서양 지역 고유 식물의 번식을 허용한다. 레몬, 올리브 나무, 베이 올리브 나무가 자란다. 자생 식생은 주변 언덕에 주목, 홀리, 밤나무로 구성된다.
호수에는 코레고너스(Coregonus)와 덜 널리 퍼져 있는 코레고너스 바라레투스(Coregonus lavaretus)의 두 종의 백어가 살고 있다. 둘 다 깊은 물에 살며 12월 초에 산란하는 동안에만 해변으로 온다. 또한 퍼치, 파이크, 처브, 버봇, 시끈가오리, 뱀장어 및 강준치(Alburnus arborella)가 있다. 호수는 여러 종의 물새가 둥지를 틀고 있는 곳이며, 중요한 회랑이자 이동의 휴식처이자 먹이가 되는 곳이기도 하다. 예: 비오리, 흑고니, 논병아리, 갈매기, 가마우지, 오리.